# Bồng chanh lục Madagascar
Bồng chanh lục Madagascar (danh pháp hai phần: Corythornis vintsioides) là loài chim trong họ Alcedinidae. Loài này phân bố ở Madagascar, và Mayotte và Comoros. Nơi sinh sống là rừng ngập mặn nhiệt đới và cận nhiệt đới.
Nó có quan hệ gần với loài bồng chanh lục (Corythornis cristata) phân bố rộng khắp lục địa châu Phi.